# جيف واتسون (موسيقي)
جيف واتسون (بالإنجليزية: Jeff Watson)‏ هو موسيقي وعازف قيثارة أمريكي، ولد في 5 نوفمبر 1956 في ساكرامنتو في الولايات المتحدة.

## وصلات خارجية
- الموقع الرسمي
- جيف واتسون على موقع IMDb (الإنجليزية)
- جيف واتسون على موقع ميوزك برينز (الإنجليزية)
- جيف واتسون على موقع أول ميوزيك (الإنجليزية)
- جيف واتسون على موقع ديسكوغز (الإنجليزية)